# Ranodon sibiricus
La salamandra de Asia Central (en kazajo  - Жетісу аяқтыбалығы, en ruso - Семиреченский лягушкозуб) (Ranodon sibiricus) es una especie de salamandra del género monotípico Ranodon de la familia Hynobiidae.
Se encuentra en China y Kazajistán.
Su hábitat natural es el bosque templado, la tundra, los pantanos templados, ríos, ramblas, marismas, y nacimientos de agua dulce.
Se encuentra amenazado debido a la destrucción del hábitat donde se encuentra.